# Vireo griseus
El vireo ojiblanco (Vireo griseus) es una especie de ave paseriforme de la familia Vireonidae perteneciente al numeroso género Vireo. Se distribuye por el centro norte y este de Estados Unidos (donde anida) y México, América Central e islas del Caribe hacia donde migra o es residente.

## Nombres comunes
Se le denomina vireo ojiblanco (en Costa Rica, Honduras, México y Nicaragua), julián chiví ojiblanco, verderón grisáceo (en Colombia), vireo de ojo blanco (en Cuba y República Dominicana), vireo ojo blanco o de ojos blancos (en México).

## Distribución y hábitat
Esta especie anida en el centro norte y sureste de los Estados Unidos y migra hacia México, al sur hasta Honduras y Cuba en los inviernos boreales, es residente en Florida, sur de Texas, México y Bermuda. Aparte de los países ya mencionados, se registra su presencia en Bahamas; Belice; Canadá; Islas Cayman; Colombia; Costa Rica; Guadeloupe; Guatemala; Nicaragua; Puerto Rico; Turks y Caicos e Islas Vírgenes Británicas. Es también registrado como divagante en República Dominicana; Haití; Jamaica; Panamá; Saint Pierre y Miquelon; Trinidad y Tobago e Islas Vírgenes de los Estados Unidos.
Es una especie común en su hábitat preferido de matorrales secundarios caducifolios densos, bordes de bosques y pastos altos.

## Descripción
Mide entre 13 y 15 cm de longitud. Su cabeza y la espalda son una de oliva grisáceo, y las partes inferiores son blancas, con los flancos de color amarillo. Las alas y la cola son de color oscuro, y hay dos barras de ala blanca en cada ala. Los ojos tienen iris blanco, y están rodeados de gafas amarillas. Los sexos son similares.

## Comportamiento

### Alimentación
Durante la temporada de cría, la dieta de esta especie se compone casi exclusivamente de insectos, principalmente orugas. En el otoño y el invierno se complementa su dieta de insectos con bayas.

### Reproducción
El nido es hecho de hierbas en forma de cuenco, limpio, unido a una horquilla en la rama de un árbol por telarañas. Depositan 3-5 huevos oscuros con manchas blancas. Tanto el macho como la hembra incuban los huevos durante 12 a 16 días. Los jóvenes abandonan el nido 9-11 días después del nacimiento.

### Vocalización
El macho emite cantos complejos y explosivos. Los individuos tienen un repertorio de una docena o más de cantos, cada uno compuesto de 6 a 10 elementos variables. El canto típico es una frase sonora y variable de 5 a 7 notas usualmente iniciando y terminando con un agudo “chick”.

## Subespecies

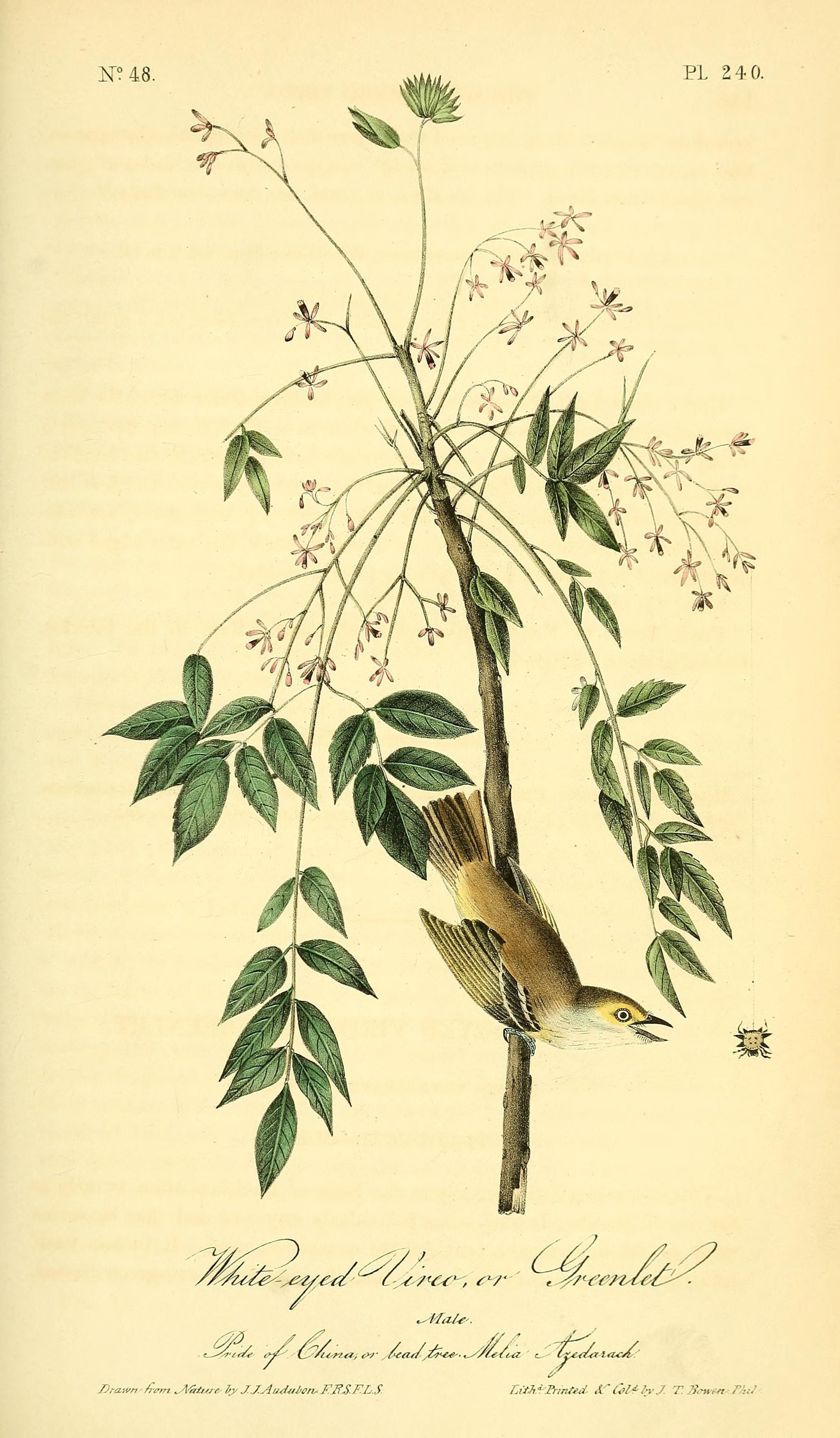
Vireo griseus en ilustración de John James Audubon y John T. Bowen, en The birds of America, 1842

Se reconocen las siguientes subespecies con la respectiva distribución geográfica:
- Grupo politípico griseus:
  - Vireo griseus noveboracensis (Gmelin, 1789) - centro norte de Estados Unidos (Nebraska, Illinois e Indiana al este hasta New York y Connecticut, al sur hasta Alabama); migra hacia el sureste de México y al sur hasta Honduras, también Cuba.
  - Vireo griseus griseus (Boddaert, 1783) - sureste de Estados Unidos (llanura costera desde el sur de Virginia hasta el norte de Florida, y al oeste hasta Texas); migra principalmente al sureste de México, norte de Guatemala, Belice y norte de Honduras.
  - Vireo griseus maynardi Brewster, 1887 - sur de Florida.
  - Vireo griseus bermudianus Bangs & Bradlee, 1901 - Bermuda.
  - Vireo griseus micrus Nelson, 1899 - extremo sureste de Estados Unidos (sur de Texas) y noreste de México (al sur hasta el norte de San Luis Potosí).

- Grupo perquisitor/marshalli:
  - Vireo griseus marshalli A. R. Phillips, 1991 - centro este de México (tierras altas del sur de San Luis Potosí y norte de Hidalgo).
  - Vireo griseus perquisitor Nelson, 1900 - este de México (sur de San Luis Potosí, norte de Veracruz).

La clasificación Clements checklist no reconoce marshalli, incluida en perquisitor y el Congreso Ornitológico Internacional (IOC, versión 6.2.) no reconoce noveboracensis, incluida en la nominal.